# Гоенфельден
Гоенфельден (нім. Hohenfelden) — громада в Німеччині, розташована в землі Тюрингія. Входить до складу району Ваймарер-Ланд. Складова частина об'єднання громад Краніхфельд.
Площа — 8,43 км2. Населення становить 376 ос. (станом на 31 грудня 2021).

## Галерея

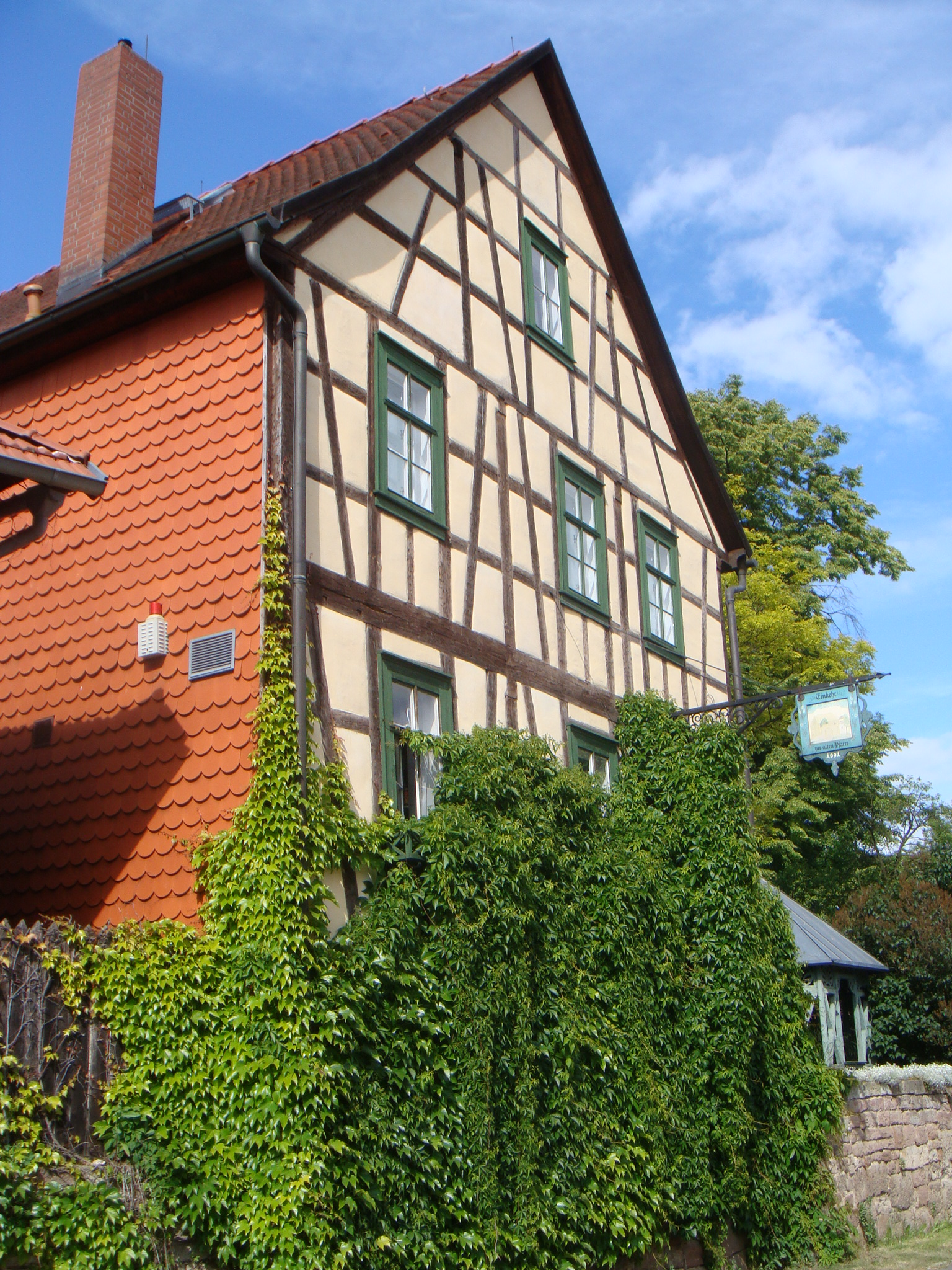
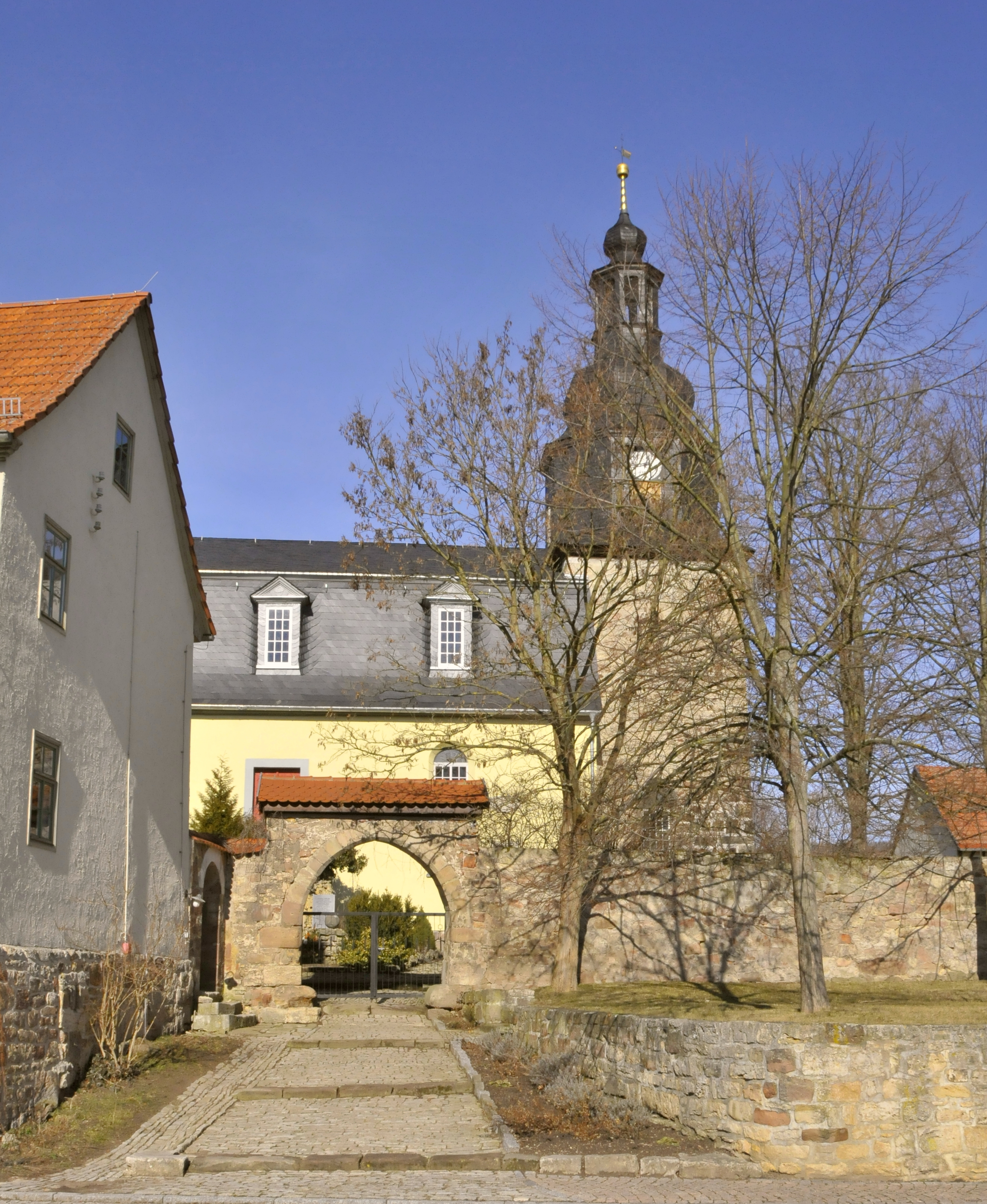
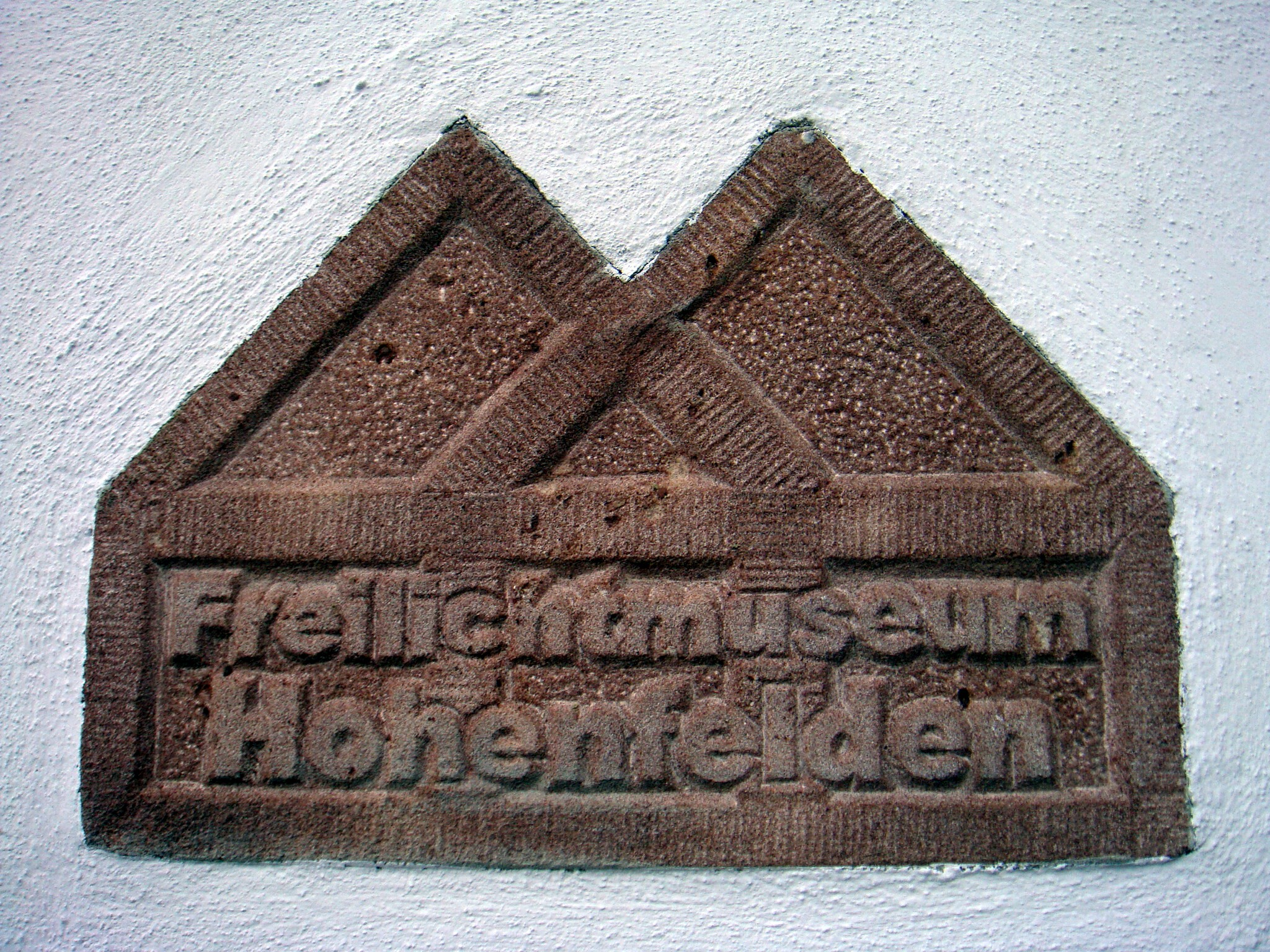